# Petar Zhekov
Petar Zhekov, född 10 oktober 1944 i Knizhovnik i regionen Chaskovo, död 18 februari 2023 i Sofia, var en bulgarisk fotbollsspelare.
Zhekov blev olympisk silvermedaljör i fotboll vid sommarspelen 1968 i Mexico City.